# Nicolás Ramiro Rico
Nicolás Ramiro Rico (Granada, 19 de febrero de 1910-Madrid, 1977) fue un jurista y catedrático universitario español.

## Biografía
Nacido el 19 de febrero de 1910 en Granada, estudió derecho en la Universidad de Granada, finalizando dichos estudios en 1930. En 1939 se convirtió en profesor ayuntante de la cátedra de derecho de Alfonso García Valdecasas y en miembro del Instituto de Estudios Políticos; también fue miembro del Instituto Francisco de Vitoria, adjunto al Consejo Superior de Investigaciones Científicas. Presentada su tesis doctoral en 1941, a comienzos de la década de 1950 se trasladaría a Zaragoza ocupar la cátedra de derecho político de la Universidad de Zaragoza.
Falleció en 1977 en Madrid.
Su obra El animal ladino y otros ensayos políticos fue publicada de forma póstuma.